# 柏林水族館

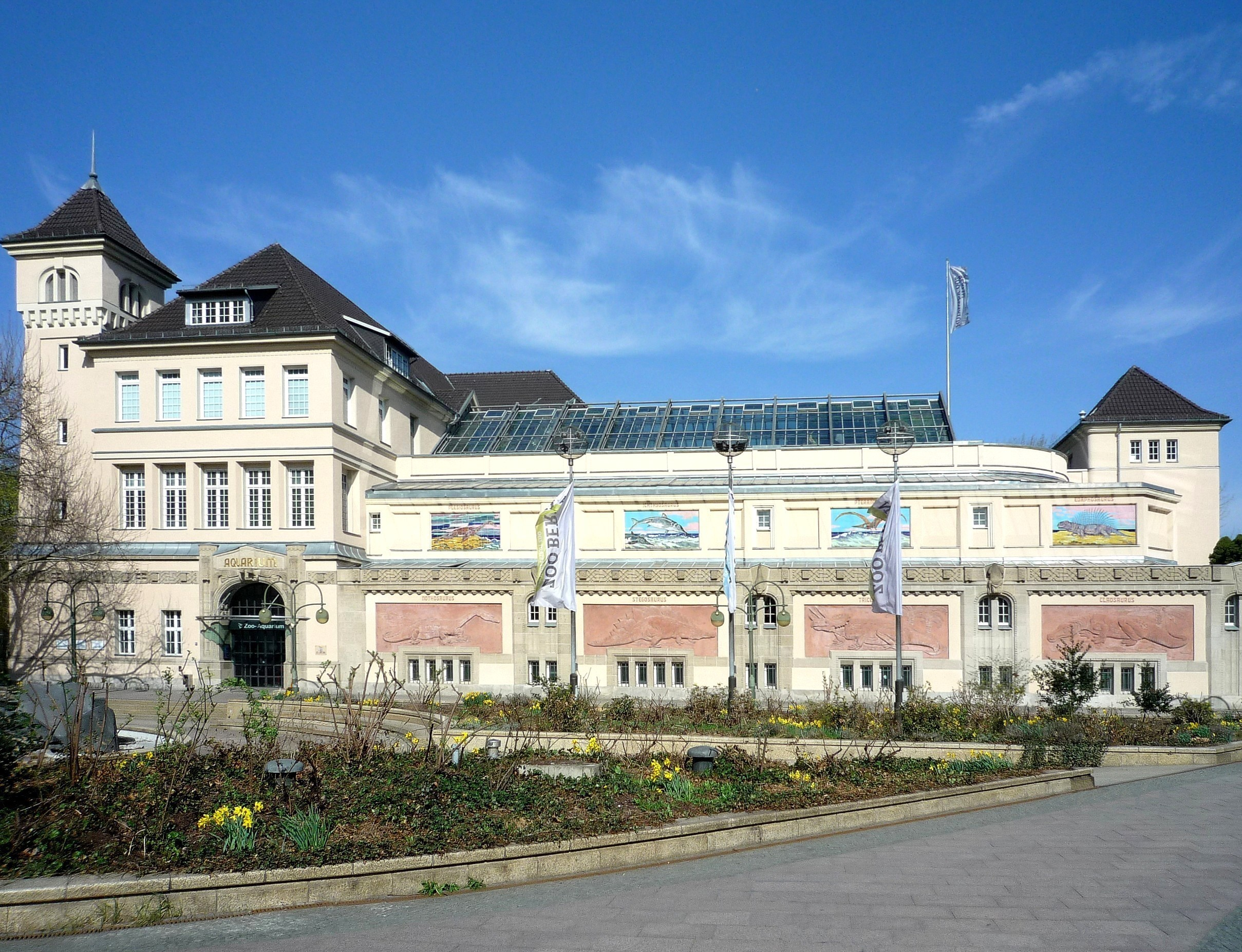

柏林水族館（Aquarium Berlin）是德國柏林的一座水族館，亦是德國最大的水族館之一。

## 历史
這座水族館開業於1913年，是柏林動物園的一部分。

## 外部連結
- 维基共享资源上的相關多媒體資源：柏林水族館
- 官方网站